# Jon Barinholtz
Jon Barinholtz (* 26. Dezember 1979) ist ein amerikanischer Schauspieler und Filmproduzent aus Los Angeles.

## Leben und Karriere
Jon Barinholtz trat in Kinofilmen, im Fernsehen und als Sprecher für Trickfilme auf. Seine bekannteste Rolle ist die des Marcus White in der NBC-Serie Superstore. Er hat einen älteren Bruder Ike Barinholtz, der auch als Schauspieler tätig ist. Im Juli 2021 wurde bekannt, dass Barinholtz zur Hauptbesetzung in American Auto gehören soll. Die Premiere wurde in den USA am 13. Dezember 2021 ausgestrahlt.

## Filmografie (Auswahl)
- 2011: Perfect Couples (Daniel)
- 2011: Parks and Recreation (Kevin)
- 2014: New Girl (Duban)
- 2014: Dumm und Dümmehr
- 2014: The Mindy Project
- 2016: Veep – Die Vizepräsidentin (O’Brien Aide)
- 2016: The Oath (Pat Kelmeckis)
- 2020: Das ist Pony! (Jeff Garbanzos)
- 2016–2021: Superstore (Marcus White)
- 2020–2021: Solar Opposites
- 2021: American Auto (Wesley)